# Eupithecia extensaria
Eupithecia extensaria là một loài bướm đêm trong họ Geometridae.

## Hình ảnh

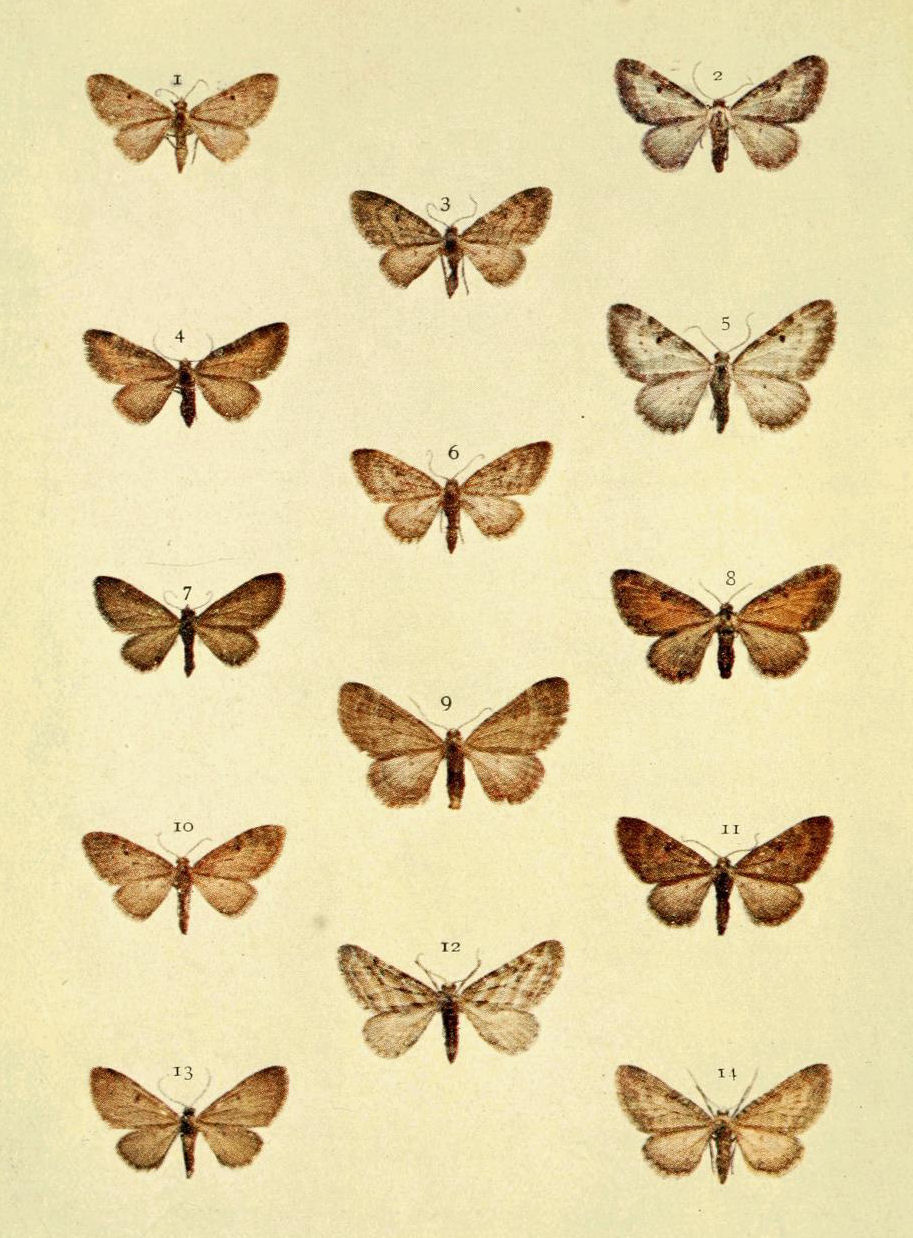